# 1770 aux échecs
| Années des échecs : 1767 - 1768 - 1769 - 1770 - 1771 - 1772 - 1773    |
| Décennies des échecs : 1740 - 1750 - 1760 - 1770 - 1780 - 1790 - 1800 |

Cet article présente les faits marquants de l'année 1770 aux échecs.

## Divers
Création du Turc mécanique par Wolfgang von Kempelen. Présenté comme un automate jouant aux échecs, il s’agit en fait d’un canular.